# Ryssar är såna som gillar björkar
Ryssar är såna som gillar björkar (originaltitel: Der Russe ist einer, der Birken liebt) är den tysk-azeriska författaren Olga Grjasnowas debutroman, som gavs ut på originalspråket tyska 2012 och i svensk översättning av Svante Weyler på Weyler förlag i januari 2013. Romanen har beskrivits som en migrationsroman som behandlar både immigration och emigration, där huvudpersonen, den tjugoåriga tolken Maja, tvingas lämna både Azerbajdzjan och Tyskland i flykt, från Azerbajdzjan på grund av sin judiska härstamning, från Tyskland på grund av kärlek, och hamnar i Mellanöstern. Väl där försöker hon med sin yrkesskicklighet tolka världen, men misslyckas.

## Mottagande
Romanen har fått ett positivt mottagande i svensk press. I recensionen av Ingalill Mosander i Aftonbladet beskrevs den som "en oundgänglig bok, en bok ni bara måste läsa. (...) Inget mindre än en sensationell debutroman." Therese Eriksson menade att romanen är "något av det bästa man kan läsa just nu. Inget är svårt eller konstlat här, ingenting är banalt. Det är bara vackert, gripande och helgjutet, smått sensationellt. Olga Grjasnowa är redan en stjärna."Eva Johansson på SvD konstaterade att det är "en roman som träffar mitt i hjärtat av vår förvirrade, globaliserade och mångskiftande samtid."